# Cathorops manglarensis
Cathorops manglarensis är en fiskart som beskrevs av Alexandre P. Marceniuk 2007. Cathorops manglarensis ingår i släktet Cathorops och familjen Ariidae. Inga underarter finns listade i Catalogue of Life.